# Homecomputer

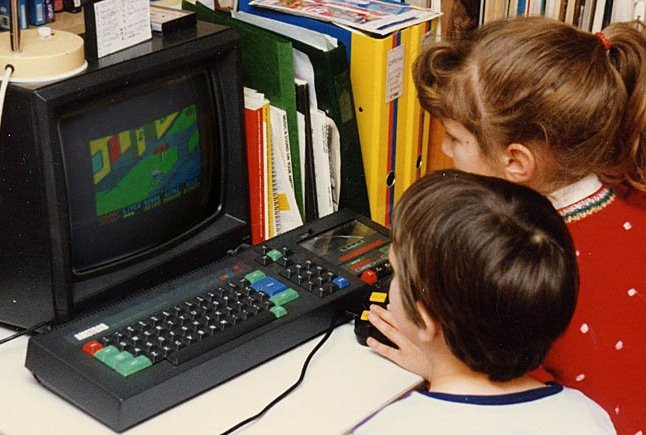
Kinderen spelen op een Amstrad CPC 464, een homecomputer uit de jaren 80

Een homecomputer (thuiscomputer) is een benaming voor een computer die thuis gebruikt werd in de jaren tachtig en negentig en geen IBM Personal Computer (of kloon daarvan) of Mac is. De laatsten werden echter in de loop der tijd ook als thuiscomputer gebruikt.

## Kenmerken
Dit waren vaak eenvoudige computers die in het toetsenbord ingebouwd waren. Als beeldscherm kon vaak een televisietoestel aangesloten worden. De toepassingen waren vooral spellen en administratieve programma's. De homecomputers gebruikten vaak een cassetterecorder voor externe opslag omdat dit goedkoper was dan een diskette drive. Bij een aantal machines was het mogelijk ROM-insteekmodules met applicatiesoftware zoals een tekstverwerker of communicatieprogramma te gebruiken. Voor deze machines waren ook vaak spelcartridges beschikbaar.
Typisch aan de vroege homecomputer was, dat ze behalve een BIOS (in veel gevallen aangeduid als MOS, Machine Operating System) bijna altijd een ingebouwde BASIC-interpreter in ROM hadden, waarmee je direct een programma kon gaan schrijven nadat je de computer had aangezet. Ze hadden (in het algemeen) dus geen volwaardig besturingssysteem, waarmee je eerst de applicatiesoftware (zoals een BASIC-interpreter) moest inladen. In plaats daarvan startte het BIOS direct de BASIC-interpreter, die tevens als shell dienstdeed. Dat was handig, omdat deze eerste systemen meestal geen snel opslagmedium bezaten (zoals een floppydiskdrive). Eventuele andere software werd daarna met BASIC-commando's geladen en gestart. Latere systemen werden wel uitgerust met een floppydiskdrive (en later zelfs een harddisk), vaak als uitbreiding van het basissysteem.
De Commodore Amiga, Atari ST en de Acorn Archimedes zijn voorbeelden van latere homecomputers die wél een besturingssysteem gebruikten, en dus altijd een floppydiskdrive bezaten. Deze computers waren bij hun introductie in veel opzichten geavanceerder dan de toenmalige pc's.

## Overzicht van homecomputers per producent
- Acorn: Atom, BBC, Electron, BBC Master, Archimedes, Risc PC.
- Apple: Apple II
- Atari: Atari 400, 800, XL, XE, ST, TT, Falcon
- Commodore: VIC-20, Commodore 64, Commodore 128, Commodore Plus/4, Amiga
- Dragon Data: Dragon 32, Dragon 64
- Exidy: Exidy Sorcerer
- Mattel: Aquarius
- MSX (diverse fabrikanten)
- Oric: Oric-1, Oric Atmos
- Philips: P2000T
- Sharp: MZ-700-serie
- Sinclair: ZX80, ZX81, ZX Spectrum en Sinclair QL
- Tandy: TRS-80 (I, II, III, ..), TRS-80 CoCo
- Texas Instruments: TI99/4A

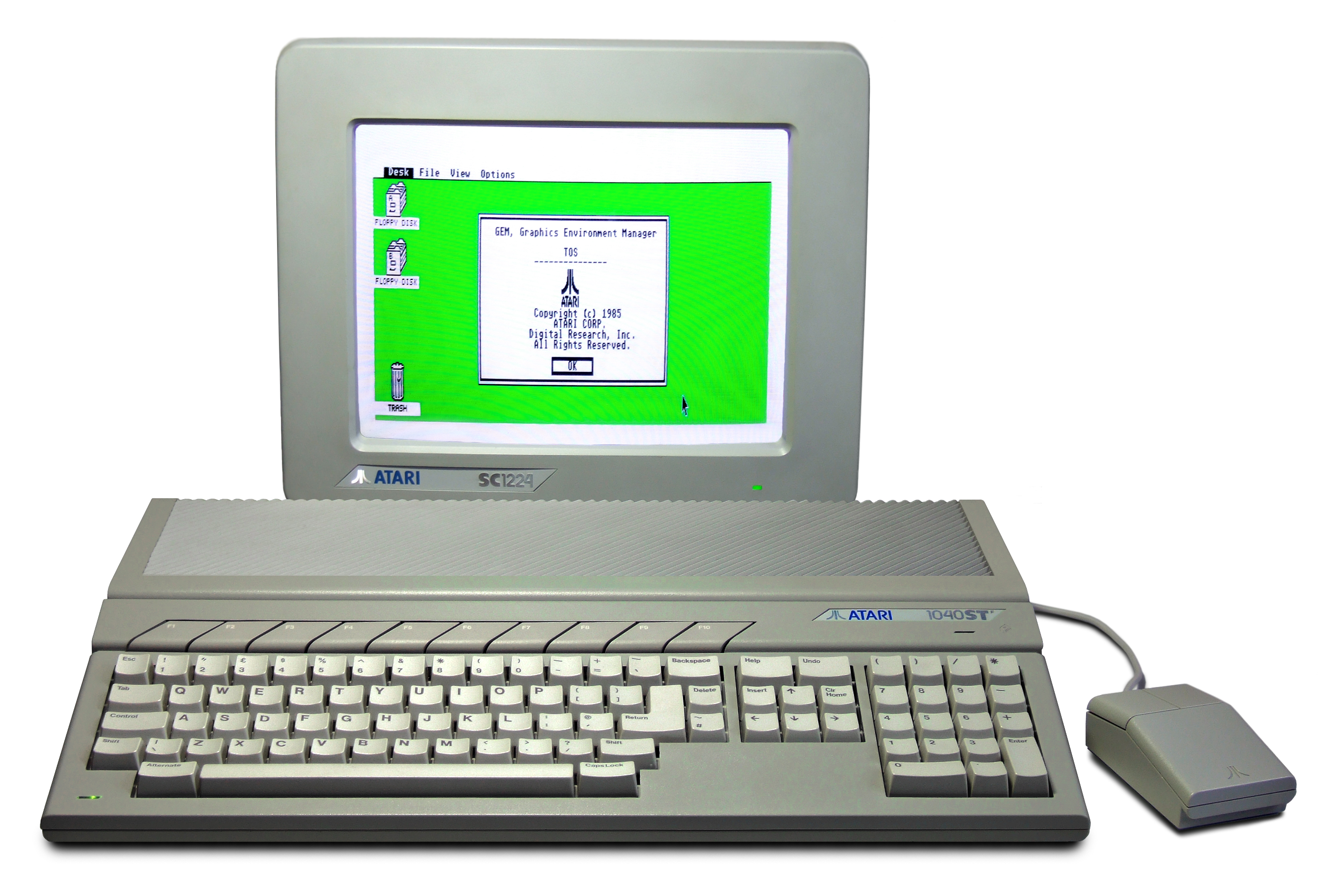
Atari 1040STF
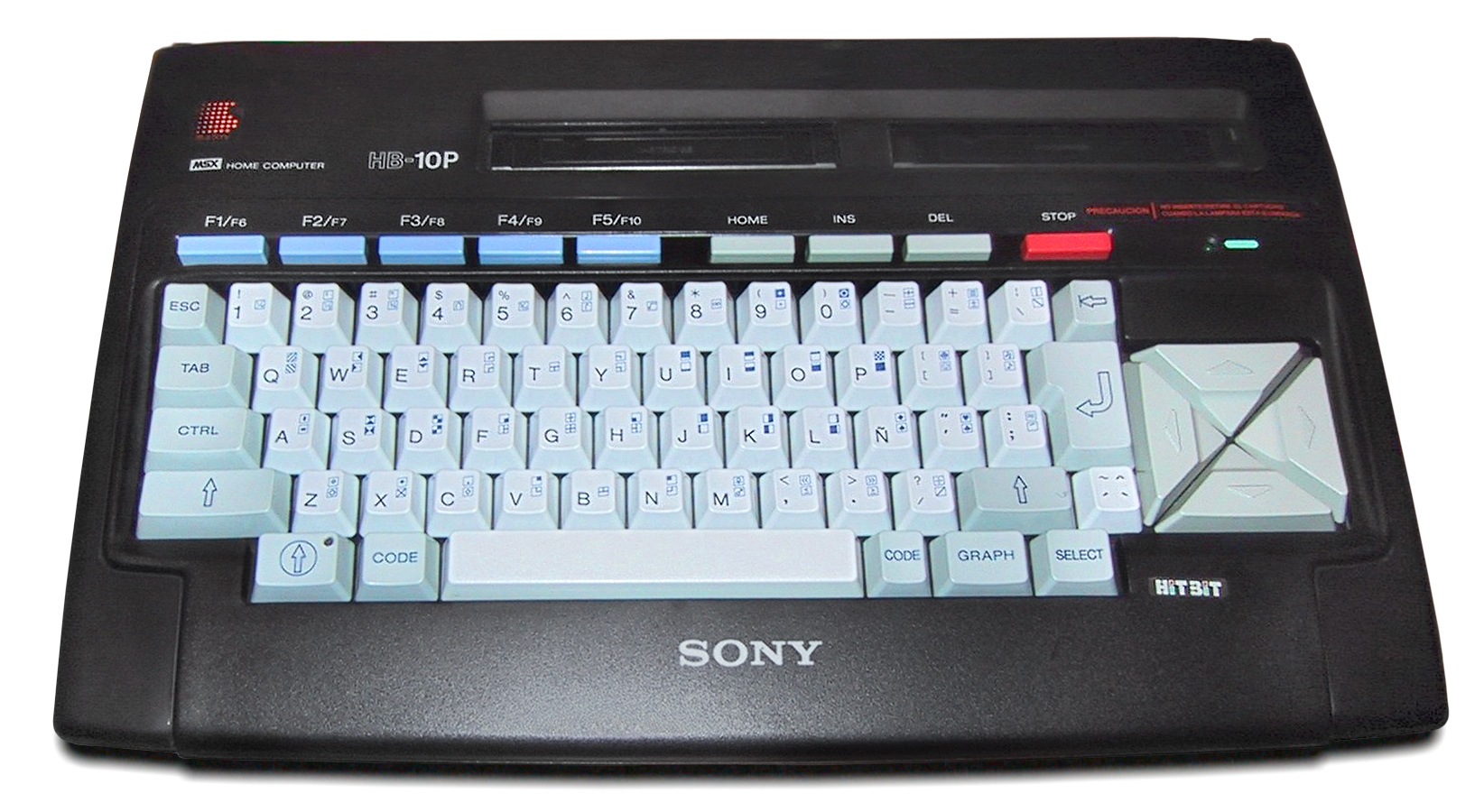
Sony HB-10P MSX
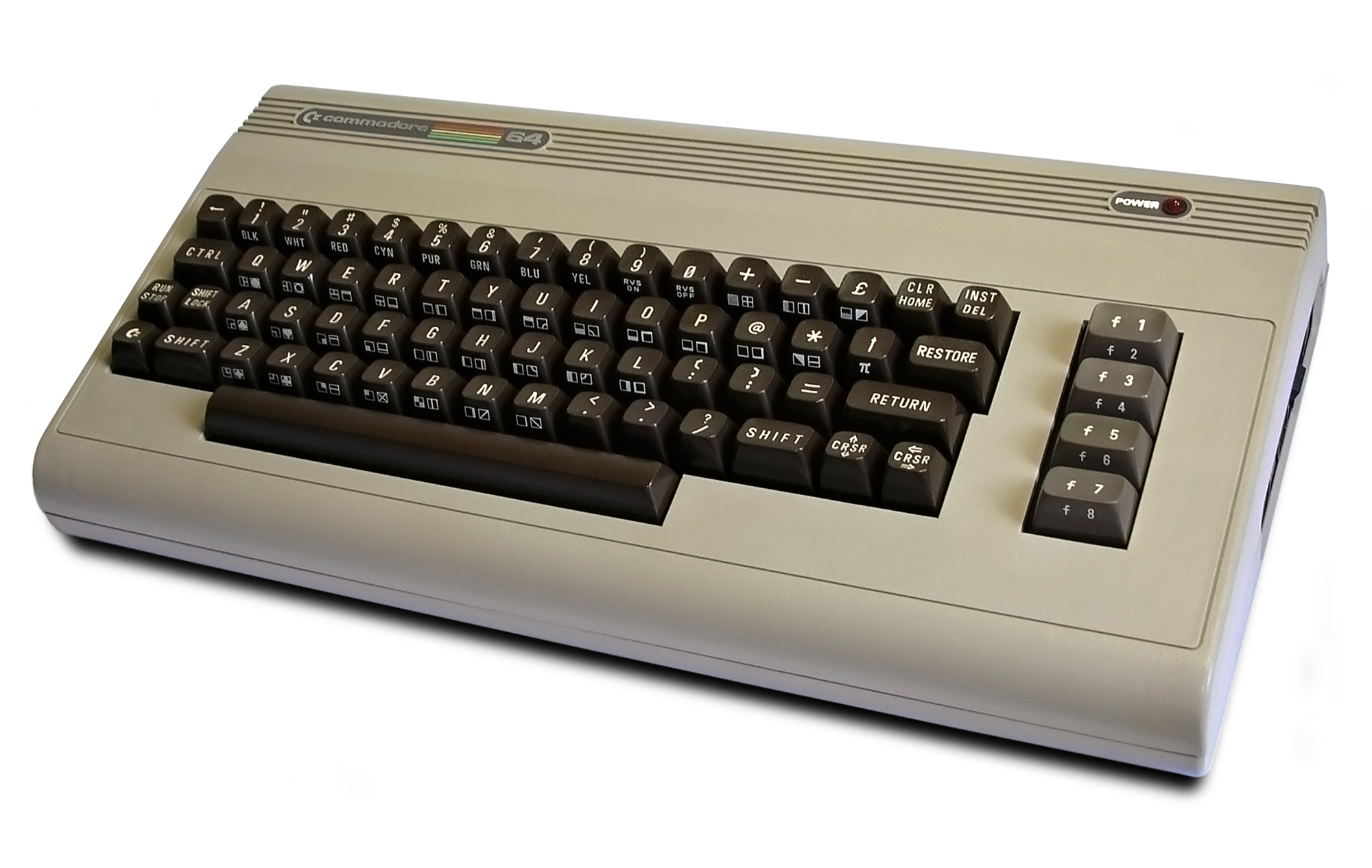
Commodore 64
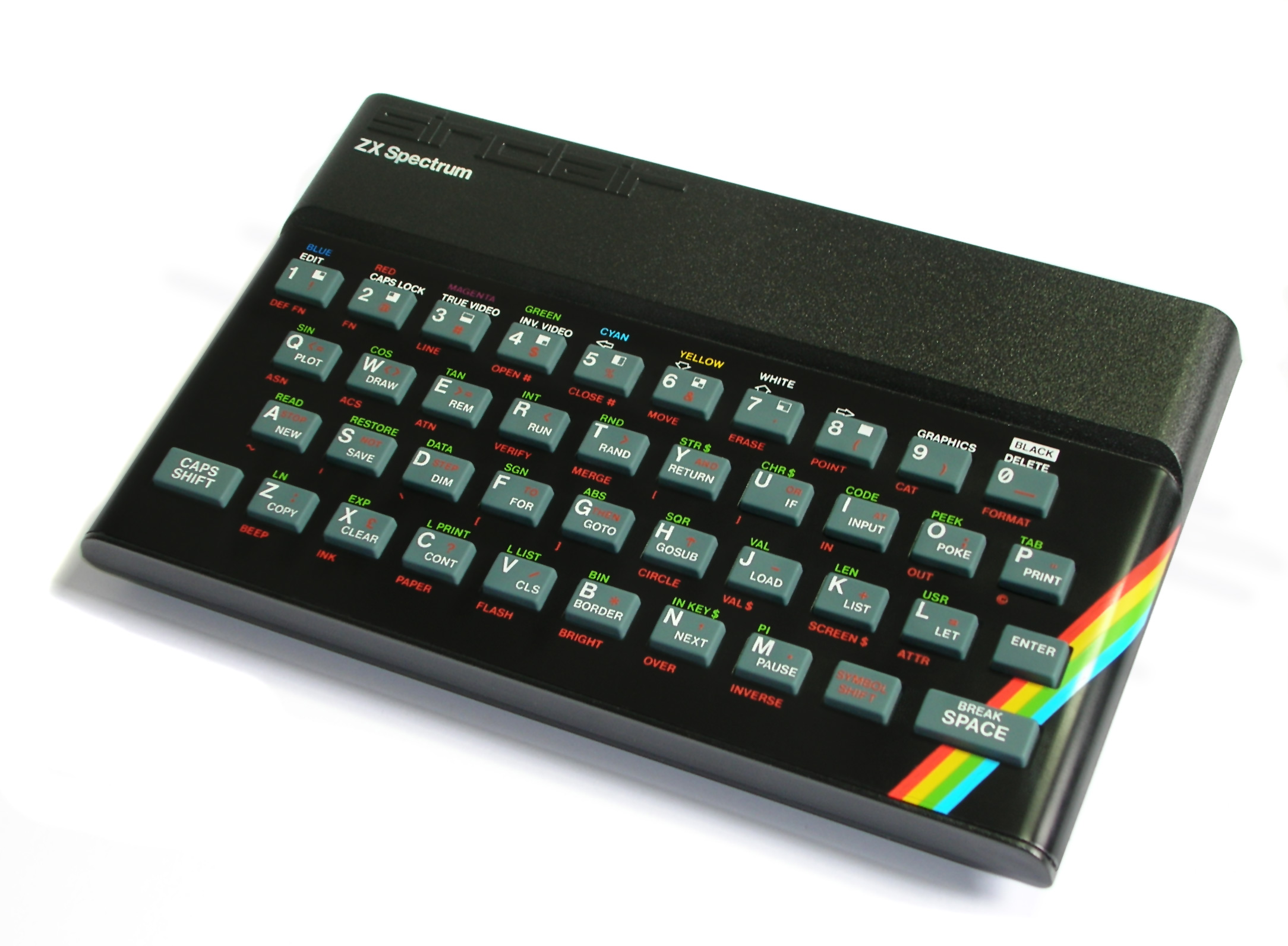
Sinclair ZX Spectrum

## Nasleep
In West-Europa heeft vooral de PlayStation ervoor gezorgd dat spelfanaten vanaf 1995 hun homecomputer omruilden voor een console. Ook door de release van Windows 95 en de steeds goedkopere personal computers stapte de meer zakelijke gebruiker af van zijn homecomputer. De VGA-videokaart en de Sound Blaster-geluidskaart hadden de PC al eerder in het DOS-tijdperk gemaakt tot een geduchte concurrent van de meer geavanceerde homecomputers zoals de Atari ST en de Commodore Amiga.
Tegenwoordig is er nog steeds een kleinschalige scene van liefhebbers van diverse homecomputers.